# Albert Houtum-Schindler
Sir Albert Houtum-Schindler (Nizozemska ili Njemačka, 24. rujna 1846. – Fenstanton u Engleskoj, 15. lipnja 1916.), nizozemski iranist i zaposlenik u iranskoj vladi u doba každarske dinastije. 
Studirao je na Sveučilištu u Leipzigu, a 1868. poslan je u Iran zbog razvijanja telegrafske mreže. Osam godina kasnije postao je glavnim istražiteljem tamošnje državne telegrafske službe, a dobio je i počasnu titulu generala iranskih oružanih snaga. Od 1882. godine radi kao izvršni direktor horasanskih rudnika tirkiza, dok u 1889. postaje direktorom jedne od rudarskih grana iranske Imperijalne banke. Nakon što projekt 1894. godine završava neuspjehom, počinje raditi kao lojalni savjetnik kadžarskoj vladi. Od 1902. do 1911. godine radio je i kao honorarni veleposlanik Švedske, a istovremeno dobiva i iransko kraljevsko odlikovanje „Lava i Sunca” kao i britanski naslov Sira. Godine 1911. odlazi u Britaniju u kojoj i umire pet godina kasnije.
Tijekom svog 43-godišnjeg boravka u Iranu proputovao je brojna lokalna mjesta i upoznao se s njihovom kulturom o kojoj je objavio velik broj članaka u uglednim europskim znanstvenim časopisima i enciklopedijama poput Britannice. Područja koja je obradio uključuju zemljopisne, povijesne, jezikoslovne, etnografijske i financijske teme.

## Djela
- (njem.) Die Parsen in Persien: ihre Sprache und einige ihrer Gebräuche, Zeitschrift der Deutschen Morgenländischen Gesellschaft 36. (1882.) - članak o zoroastrijskoj zajednici u Jazdu i Kermanu
- (njem.) On the Length of the Persian Farsakh, Royal Geographical Society & Monthly Record of Geography, New Monthly Series 10(9): str. 584. – 588. (1888.)
- (engl.) The Telegraph Department in Persia, Asiatic Quarterly Review (1892.)
- (engl.) Chess and Playing Cards: Catalogue of games and implements for divination exhibited by the United States National Museum in connection with the department of archaeology and paleontology of the University of Pennsylvania at the Cotton States and International Exposition, Stewart Culin, Atlanta, Georgia (1895.) - dio o kartaškoj igri zvanoj „gandžifa”
- (engl.) Eastern Persian Irak, Royal Geographical Society, London (1896.) - članak o regiji između Isfahana i Teherana

## Vanjske poveznice
- Encyclopædia Iranica (John D. Gurney): Houtum-Schindler, Albert